# Furkan Köse
Furkan Köse (* 28. Mai 1993 in Samsun) ist ein türkischer Fußballtorhüter.

## Karriere
Köse begann 2003 in der Nachwuchsabteilung von Samsun Yolspor mit dem Vereinsfußball. 2011 wechselte er in die Nachwuchsabteilung von Samsunspor. Im Frühjahr erhielt er von diesem Verein einen Profivertrag und nahm neben seiner Tätigkeit für die Reservemannschaft auch am Training der 1. Mannschaft teil. Er wurde auch als Ersatzkeeper mehrmals in das Aufgebot für Pflichtspielbegegnungen aufgenommen. Nachdem er in der letzten Partie der Zweitligasaison 2012/13 sein Profidebüt gegeben hatte, kam er in der nachfolgenden Saison in 13 Ligaspielen zum Einsatz und spielte zehn dieser Begegnungen über die volle Spiellänge.